# Aeropuerto Internacional de Chisináu
El Aeropuerto Internacional de Chisináu Eugen Doga (en rumano: Aeroportul Internațional Chișinău „Eugen Doga”) (IATA: RMO, OACI: LUKK) es el principal aeropuerto internacional de Moldavia (el segundo aeropuerto internacional es Aeropuerto Internacional de Bălți-Leadoveni), localizado en cercanías de su capital, Chisináu. La terminal construida en la década de 1970 tiene una capacidad de 1 200 000 pasajeros por año. 
Dado que no cuenta con los sistemas CAT III, la niebla puede ocasionalmente dejar fuera de operación al aeropuerto, especialmente en el período invernal que va desde diciembre a febrero.

## Estadísticas

### Pasajeros y vuelos
Ver fuente y consulta Wikidata.
| Año  | Pasajeros | Vuelos |
| ---- | --------- | ------ |
| 1996 | 250 800   | 3619   |
| 1997 | 283 000   | 4718   |
| 1998 | 265 900   | 4871   |
| 1999 | 233 300   | 4613   |
| 2000 | 254 178   | 5519   |
| 2001 | 274 662   | 9866   |
| 2002 | 296 431   | 10 416 |
| 2003 | 341 695   | 9502   |
| 2004 | 421 011   | 10 759 |
| 2005 | 482 741   | 11 126 |
| 2006 | 548 331   | 10 065 |
| 2007 | 688 782   | 11 685 |
| 2008 | 847 881   |        |
| 2009 | 809 072   |        |
| 2010 | 937 030   |        |
| 2011 | 1 045 975 |        |

Principales rutas:
- Chisináu - Moscú con 76 000 pasajoros transportados durante el 2006 (+20% en comparación al 2005)
- Chisináu - Estambul, con 53 000 pasajeros transportados durante el 2006 (+10% en comparación al 2005)
- Chisináu - Roma con 35 000 pasajeros transportados durante el 2006 (+20% en comparación al 2005)

### Cargas y correspondencia
Datos expresados en miles de toneladas.
| Año  | Carga/Correspondencia |
| ---- | --------------------- |
| 2000 | 2,4                   |
| 2001 | 1,7                   |
| 2002 | 1,3                   |
| 2003 | 1,3                   |
| 2004 | 1,4                   |
| 2005 | 1,7                   |
| 2006 | 1,8                   |

## Instalaciones
Tras los trabajos de reconstrucción llevados a cabo por la compañía turca Akfen Holding A.S. y su reapertura en mayo de 2000, se convirtió en un moderno aeropuerto en Europa y en la Comunidad de Estados Independientes. 
Un edificio de la terminal anexo, con una extensión de 4270 m² fue agregado a la actual terminal renovada de 7600 m². El proyecto contempló la construcción de 3000 m² de vidriado, 3200 m² de paneles, 12 185 m² de rutas asfaltadas, una planta de tratamiento con capacidad de procesamiento diario de 3450 m³, calefacción mecánica completa, ventilación y sistemas eléctricos, además de los equipos de seguridad de rayos X, sistema de manejo de equipajes, un reloj maestro, y sistema de información de vuelos. El contrato tuvo un valor comercial de USD 9,3 millones.
La capacidad anual del aeropuerto es de 5 400 000 pasajeros. Cuenta con 6 mostradores para el check-in, 4 puertas de embarque y una cinta de despacho de equipajes. 
El aeropuerto cuenta con estacionamiento por períodos cortos, un hotel, casa de cambio, cajero automático, cafeterías, bares, tiendas libres de impuestos, puesto de diarios, tabaquería, agencia de viajes, entre varios otros servicios.
También dispone de una terminal utilizada por pasajeros VIP y protocolares.
La terraza de observación del segundo piso ha sido inaugurada en diciembre de 2006. También hay una placa que recuerda el primer vuelo a Moldavia, el 24 de junio de 1926, cumpliendo el trayecto Bucarest-Galati-Iasti-Chisináu.
A fines de 2006 el aeropuerto reorganizó el flujo de pasajeros previo al check-in. Hasta entonces los pasajeros debían presentar su pasaporte, el pasaje y documentos personales para realizar el check-in. En la actualidad, con la introducción del e-ticket y la eximición de registración para los extranjeros, esto ya no se aplica. Esto permitió demoler la pared para ampliar el área de check-in.
A partir del 1° de marzo de 2007, Moldavia adoptó las mismas regulaciones para el equipaje de mano vigentes en la Unión Europea desde el 6 de noviembre de 2006.

## Accesos
Hay varias servicios de autobuses que se dirigen y parten del aeropuerto.
El taxi demora entre 15 y 25 minutos para acceder al aeropuerto.

## Hechos interesantes
En 2019, el escultor moldavo Veaceslav Jiglitski instaló el grupo escultórico “Crew” en la sala de facturación de pasajeros para la salida.
En la entrada del aeropuerto desde 2005 hay un monumento al avión Tu-134.

## Aerolíneas y destinos

### Vuelos internacionales

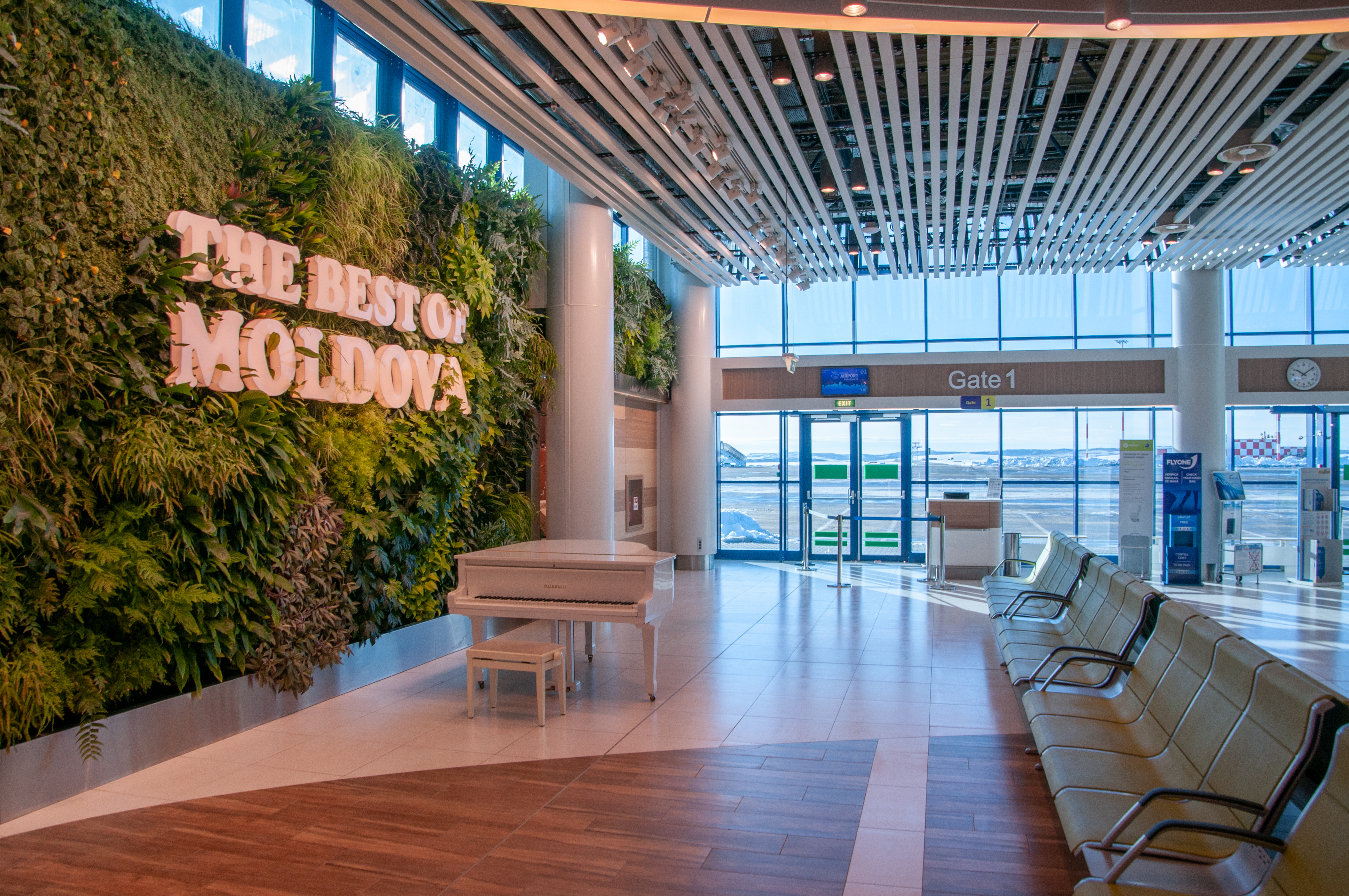
Aeropuerto Internacional de Chisináu.

| Ciudades por países | Nombre del aeropuerto                             | Aerolíneas                                                  | Aeronaves    | Frecuencias semanales |      |
| Asia                | Asia                                              | Asia                                                        | Asia         | Asia                  | Asia |
| ------------------- | ------------------------------------------------- | ----------------------------------------------------------- | ------------ | --------------------- | ---- |
| EAU                 |                                                   |                                                             |              |                       |      |
| Dubái               | Aeropuerto Internacional de Dubái                 | Air Moldova                                                 |              |                       |      |
| Turquía             |                                                   |                                                             |              |                       |      |
| Estambul            | Aeropuerto Internacional de Estambul              | Air Moldova FlyOne Turkish Airlines                         | A3xxceo      |                       |      |
| Antalya             | Aeropuerto de Antalya                             | Pegasus Airlines                                            |              |                       |      |
| Europa              |                                                   |                                                             |              |                       |      |
| Alemania            |                                                   |                                                             |              |                       |      |
| Berlín              | Aeropuerto de Berlín-Brandeburgo Willy Brandt     | Wizz Air                                                    | A32x         |                       |      |
| Dortmund            | Aeropuerto de Dortmund                            | Wizz Air                                                    | A32x         |                       |      |
| Fráncfort del Meno  | Aeropuerto de Fráncfort del Meno                  | Air Moldova HiSky Lufthansa                                 | A3xxceo      |                       |      |
| Hahn                | Aeropuerto de Fráncfort-Hahn                      | FlyOne                                                      | A3xxceo      |                       |      |
| Memmingen           | Aeropuerto de Memmingen                           | Wizz Air                                                    | A32x         |                       |      |
| Múnich              | Aeropuerto de Múnich                              | FlyOne (comienza el 28 de junio de 2023)                    |              |                       |      |
| Austria             |                                                   |                                                             |              |                       |      |
| Viena               | Aeropuerto de Viena                               | Austrian Airlines Wizz Air                                  | A32x         |                       |      |
| Bélgica             |                                                   |                                                             |              |                       |      |
| Bruselas            | Aeropuerto de Bruselas Sur                        | Wizz Air                                                    | A32x         |                       |      |
| España              |                                                   |                                                             |              |                       |      |
| Barcelona           | Aeropuerto Josep Tarradellas Barcelona-El Prat    | Wizz Air                                                    | A32x         |                       |      |
| Madrid              | Aeropuerto de Madrid Barajas                      | FlyOne (inicia el 28 de junio de 2023)                      |              |                       |      |
| Francia             |                                                   |                                                             |              |                       |      |
| Beauvais            | Aeropuerto de Beauvais Tillé                      | Air Moldova HiSky Wizz Air                                  | A3xxceo A32x |                       |      |
| París               | Aeropuerto de Paris-Charles de Gaulle             | FlyOne                                                      | A3xxceo      |                       |      |
| Niza                | Aeropuerto Internacional de Niza-Costa Azul       | Air Moldova Wizz Air                                        | A3xxceo A32x |                       |      |
| Irlanda             |                                                   |                                                             |              |                       |      |
| Dublín              | Aeropuerto de Dublín                              | Air Moldova FlyOne HiSky                                    | A3xxceo      |                       |      |
| Hungría             |                                                   |                                                             |              |                       |      |
| Budapest            | Aeropuerto de Budapest-Ferenc Liszt               | Wizz Air                                                    | A32x         |                       |      |
| Italia              |                                                   |                                                             |              |                       |      |
| Bérgamo             | Aeropuerto de Bérgamo-Orio al Serio               | Wizz Air                                                    | A32x         |                       |      |
| Bolonia             | Aeropuerto de Bolonia                             | Wizz Air                                                    | A32x         |                       |      |
| Milán               | Aeropuerto de Milán-Malpensa                      | Air Moldova                                                 | A3xxceo      |                       |      |
| Roma                | Aeropuerto de Roma-Fiumicino                      | Air Moldova                                                 | A3xxceo      |                       |      |
| Roma                | Aeropuerto de Roma-Ciampino                       | Wizz Air                                                    | A32x         |                       |      |
| Verona              | Aeropuerto de Verona-Villafranca                  | Air Moldova FlyOne Wizz Air                                 | A3xxceo A32x |                       |      |
| Países Bajos        |                                                   |                                                             |              |                       |      |
| Eindhoven           | Aeropuerto de Eindhoven                           | Wizz Air                                                    | A32x         |                       |      |
| Polonia             |                                                   |                                                             |              |                       |      |
| Varsovia            | Aeropuerto de Varsovia-Chopin                     | LOT Polish Airlines                                         |              |                       |      |
| Portugal            |                                                   |                                                             |              |                       |      |
| Lisboa              | Aeropuerto de Lisboa-Portela                      | Air Moldova FlyOne                                          | A3xxceo      |                       |      |
| Reino Unido         |                                                   |                                                             |              |                       |      |
| Londres             | Aeropuerto de Londres-Luton                       | FlyOne Wizz Air                                             | A3xxceo A32x |                       |      |
| Londres             | Aeropuerto de Londres-Stansted                    | Air Moldova                                                 | A3xxceo      |                       |      |
| República Checa     |                                                   |                                                             |              |                       |      |
| Praga               | Aeropuerto de Praga                               | Air Moldova FlyOne (inicia el 26 de junio de 2023) Wizz Air |              |                       |      |
| Rumania             |                                                   |                                                             |              |                       |      |
| Bucarest            | Aeropuerto Internacional de Bucarest-Henri Coandă | TAROM                                                       |              |                       |      |
| Ucrania             |                                                   |                                                             |              |                       |      |
| Kiev                | Aeropuerto Internacional de Boryspil              | Ukraine International Airlines Air Moldova                  |              |                       |      |